# Mezőtárkány
Mezőtárkány è un comune dell'Ungheria di 1.667 abitanti (dati 2001). È situato nella contea di Heves.